# John Cunningham (upptäcktsresande)
John Cunningham eller John/Hans Könning, född omkring 1575, död 1651, var en skotsk upptäcktsresande i dansk tjänst.
Cunningham trädde 1603 i dansk och sändes 1605 med tre skepp (Trost, Katten och Løven) för att återupptäcka Grönland. Vid 66,5 grader nordlig bredd landade Cunningham i en fjord på Grönlands västra kust, Kong Christians fjord; kusten kartlades upp till 68,5 grader nordlig bredd. Ett fjäll och en fjord uppkallades efter Cunningham, som tog landet i besittning för Danmark och tog kontakt med eskimåerna. Cunningham deltog 1606 i ännu en Grönlandsexpedition på Røde Løve, och blev slutligen länsherre på Vardøhus.